# Хутаревы
Хутаревы — русская промышленная династия, занимавшаяся суконным производством.

## История
Основателем династии был Диомид Митрофанович Хутарев (1816—1897), предприниматель и фабрикант, купец 1-й гильдии. В 1849 году основал Городенковскую суконную фабрику, затем предприятие «Товарищества суконной фабрики Демид Хутарев с сыновьями». После смерти Диомида Митрофановича дело отошло к его сыновьям Андрею Диомидовичу (1851—1900) и Дмитрию Диомидовичу (1857—1916).
После смерти брата семейное дело возглавил Дмитрий Диомидович, Потомственный почетный гражданин, Выборный Московского купеческого общества (1903—1916), член приемного комитета Московского купеческого общества взаимного кредита, товарищ председателя Совета Московского Торгового банка, член Совета Российского взаимного страхового союза в Москве. Он стал также совладельцем Братцевской суконной фабрики, Кирпичного завода в селе Кузьмёнки, домов в Московской губернии, более 4000 га земли, включая имение Рай-Семёновское.
При Дмитрии Хутореве по проектам архитекторов Николая Струкова и М. Я. Кульчицкого были выстроены новые фабричные корпуса. На фабрике Хутарева работало более 1300 человек.
В 1903 году Дмитрий Хутарев провёл реставрацию церкви Спаса Нерукотворного образа, авторства архитектора М. Ф. Казаковым.
Хутаревы жили в доме № 3 в Малом Сыромятническом переулке. Дом был приобретен основателем династии Диомидом Митрофановичем у потомственной почётной гражданки Ольги Алексеевны Овсянниковой за 40 тысяч рублей серебром.
Дмитрий Хутарев был женат на дочери московского почетного гражданина Марии Алексеевне Александровой (1860—1934), из купеческого рода Тюляевых. После смерти в 1916 году погребен в семейной усыпальнице Хутаревых под Серпуховом, на Ивановой горе. Его сын, Дмитрий Дмитриевич-старший (1888—1960), и внук, Дмитрий Дмитриевич-младший (1925—2011), стали известными учёными-текстильщиками. Дом Хутаревых был снесен в 1972 году.